# Elizabeth Henstridge
Elizabeth Frances Henstridge (* 11. září 1987 Sheffield, Anglie, Spojené království) je britská herečka nejvíce proslavená rolí agentky Jemmy Simmonsové v televizním seriálu stanice ABC Agenti S.H.I.E.L.D.

## Životopis
Henstridge se narodila v anglickém městě Sheffield, studovala na středních školách Meadowhead School a King Edward VII School a následně graduovala na univerzitě University of Birmingham v oboru drama a divadelní umění. Poté studovala na herecké škole East 15 Acting School. V současnosti žije v Los Angeles.

## Kariéra
Henstridge hrála v celovečerních filmech Thompsonovi: Hlad po krvi, Gangs of Tooting Broadway (oba 2012), Na dosah (2014) a Wolves at the Door (2016). V televizním seriálu se poprvé objevila v roce 2011, když zahrála roli Emily Alexander v mýdlové opeře Hollyoaks. Od roku 2013 působí v roli agenty Jemmy Simmonsové v televizním seriálu stanice ABC Agenti S.H.I.E.L.D. V roce 2016 si zahrála v hororovém filmu Wolves at the Door. V roce 2022 se objevila v seriálu Podezření, kde ztvánila Taru McAllistrovou.

## Filmografie

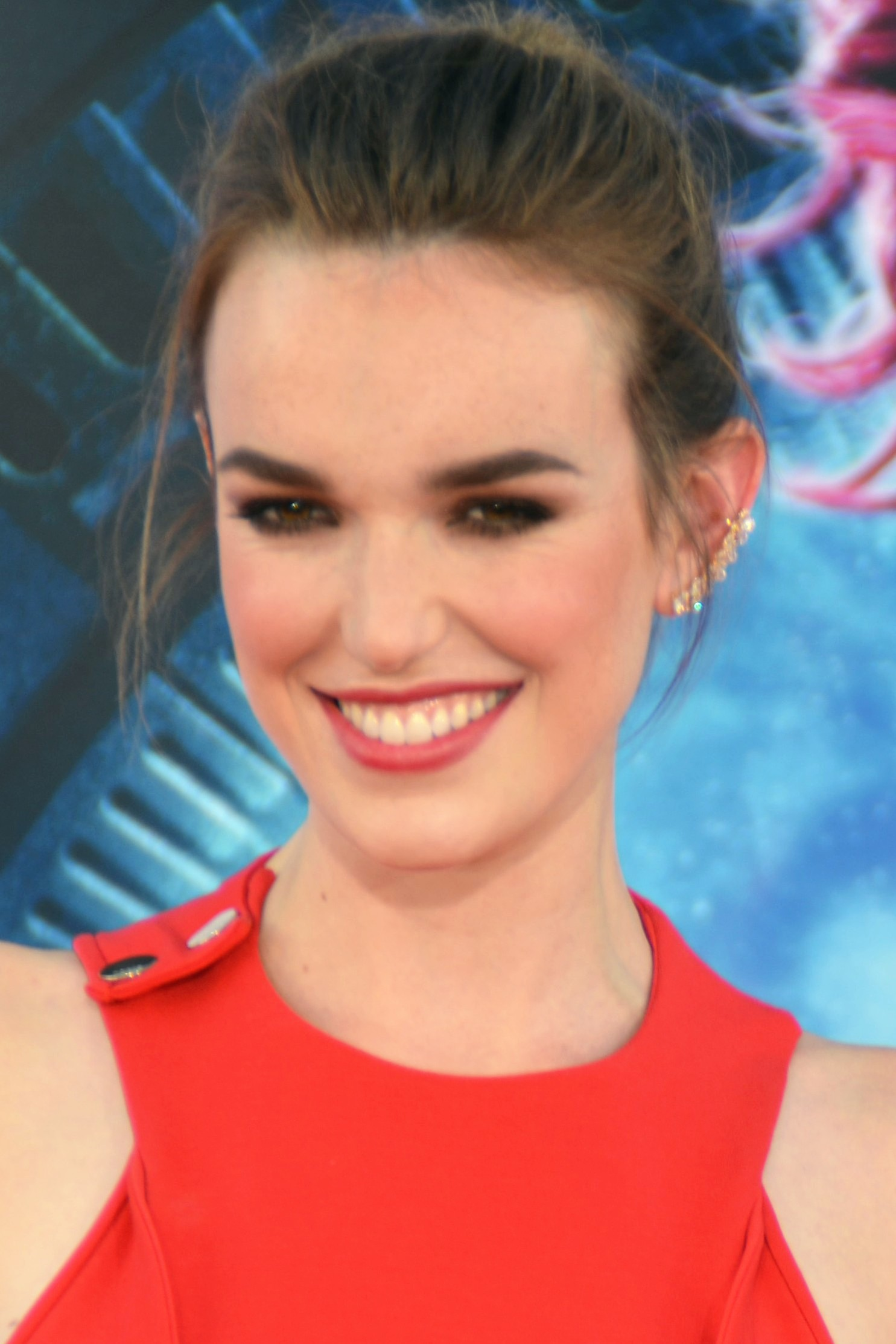
Henstridge na premiéře filmu Strážci Galaxie (2014)

### Film
| Rok  | Název                      | Role            | Poznámky    |
| ---- | -------------------------- | --------------- | ----------- |
| 2010 | Easy Under the Apple Bough | Farmářova dcera | Krátký film |
| 2011 | And the Kid                | Dítě            | Krátký film |
| 2012 | Thompsonovi: Hlad po krvi  | Riley Stuart    |             |
| 2012 | Gangs of Tooting Broadway  | Kate            |             |
| 2013 | Delicacy                   | The Virgin      | Krátký film |
| 2014 | Na dosah                   | Eve             |             |
| 2016 | Wolves at the Door         | Abigail Folger  |             |

### Televize
| Rok        | Název                                 | Role                         | Poznámky                  |
| ---------- | ------------------------------------- | ---------------------------- | ------------------------- |
| 2011       | Hollyoaks                             | Emily Alexander              | 2 díly                    |
| 2012       | Shelter                               | Grace                        | neprodaný televizní pilot |
| 2013–2020  | Agenti S.H.I.E.L.D.                   | Agentka Jemma Simmonsová     | hlavní role               |
| 2014       | Film School Shorts                    | Panna                        | díl: „Sugar & Spice“      |
| 2015, 2017 | Penn Zero: Part-Time Hero             | princezna (hlas)             | 3 díly                    |
| 2016       | Ultimate Spider-Man vs The Sinister 6 | Agentka Jemma Simmons (hlas) | díl: „Lizar“              |
| 2022       | Podezření                             | Tara McAllister              |                           |

### Internet
| Rok  | Název                             | Role                         | Poznámky        |
| ---- | --------------------------------- | ---------------------------- | --------------- |
| 2016 | Agents of S.H.I.E.L.D.: Slingshot | Agentka Jemma Simmons (hlas) | díl: „Progress“ |

## Ocenění a nominace
| Rok  | Ocenění                        | Kategorie              | Práce                                                                          | Výsledek  |
| ---- | ------------------------------ | ---------------------- | ------------------------------------------------------------------------------ | --------- |
| 2015 | TVLine's Performer of the Week | nejlepší herecký výkon | Agenti S.H.I.E.L.D. (za díl: „4,722 Hours“)                                    | vítězství |
| 2017 | TVLine's Performer of the Week | nejlepší herecký výkon | Agenti S.H.I.E.L.D. (sdíleno s Iainem De Caesteckerem, za díl: „Self Control“) | nominace  |
| 2019 | TVLine's Performer of the Week |                        | Agenti S.H.I.E.L.D. (sdíleno s Iainem De Caesteckerem, za díl: „Inescapable“)  | vítězství |